# Jotun (jeu vidéo)
Pour le géant de la mythologie nordique, voir Jötunn.
Pour l’article homonyme, voir Jotun (entreprise).
Jotun est un jeu vidéo d'action-aventure développé et édité par Thunder Lotus Games, sorti en 2015 sur Windows, Mac, Linux, Wii U, PlayStation 4 et Xbox One. Le jeu sort également le 26 mai 2020 sur Google Stadia. Il s'agit d'un Souls-Like, c'est-à-dire un jeu inspiré des Souls, basé sur la mythologie nordique. Le joueur y incarne Thora, une nordique qui rejoint le monde des dieux et doit les abattre un à un. En avançant avec elle, il découvre les raisons de son arrivée et son histoire.

## Système de jeu
Jotun utilise un style artistique dessiné à la main, image par image. En plus des batailles de boss, le jeu tourne autour de l'exploration et de la résolution de casse-tête, avec quelques ennemis à combattre. L'exploration implique généralement l'exploration de différentes étapes, avec des géants à combattre et divers énigmes à résoudre. Les puzzles utilisent souvent des balançoires à la hache pour interagir avec des objets (arbres, rochers et vignes, par exemple) et avec d’autres types de puzzles. À chaque étape, il y a une rune, un objet que le joueur doit atteindre pour continuer l'histoire, et un sanctuaire divin, où Thora peut déverrouiller et améliorer les pouvoirs divins. Il existe également des emplacements secrets contenant des pommes d'Ithunn, qui procurent un bonus permanent à la santé de Thora. Le combat dans le jeu est relativement rudimentaire, les actions principales étant un coup de hache, un hachage à la hache et une esquive. Le coup de hache est l'attaque lourde du jeu: sa réalisation prend beaucoup de temps, mais elle fait plus de dégâts que la hache. Le hachage à la hache est une attaque légère, qui peut être effectuée en combo à 2 coups ou en combo à 3 coups et inflige de petits dégâts. Enfin, l'esquive est un lancer que les joueurs peuvent utiliser pour éviter les attaques et (après le combo à deux coups) pour esquiver et se balancer pour une troisième frappe. Les joueurs peuvent également utiliser l'un des pouvoirs divins: Guérison de Frigg, Vitesse de Freya, Marteau de Thor's, Lance d'Odin, Leurre de Loki ou Bouclier de Heimdall. Les Pouvoirs divins commencent par deux accusations, mais seules quelques-unes peuvent être portées à trois, mais toutes peuvent être reconstituées à Mimir's Wells.
Le centre du jeu est connu sous le nom de Ginnungagap (le vide), à partir duquel les joueurs peuvent accéder à cinq zones. Chaque zone comprend deux étapes, à l’exception de Jera (qui n’a qu’une étape). Une fois que Thora a récupéré la rune des deux étapes, elle peut accéder au combat contre son boss, où elle combat l'un des cinq géants. Après avoir vaincu le patron de la région, Thora donnera des informations sur sa vie avant sa mort.

## Développement
Jotun est le premier jeu du studio Thunder Lotus Games. L'animation du jeu est basée sur une technique de dessin à la main réalisés par Alexandre Boyer. Il sort le 29 septembre 2015 sur Windows, Mac et Linux, puis le 8 septembre 2016 sur Wii U et enfin le 9 septembre 2019 sur PlayStation 4 et Xbox One.

## Accueil
- GameSpot : 8/10[2]
- IGN : 8/10[3]